# IC 2378
IC 2378 ist eine cD-Galaxie vom Hubble-Typ E im Sternbild Krebs auf der Ekliptik. Sie ist rund 672 Millionen Lichtjahre von der Milchstraße entfernt und hat einen Durchmesser von etwa 160.000 Lichtjahren. 

Im selben Himmelsareal befinden sich u. a. die Galaxien IC 2374, IC 2376, IC 2380, IC 2383.
Das Objekt wurde am 24. Januar 1898 von Stéphane Javelle entdeckt.